# Paradamoetas changuinola
Paradamoetas changuinola is een spinnensoort in de taxonomische indeling van de springspinnen (Salticidae).
Het dier behoort tot het geslacht Paradamoetas. De wetenschappelijke naam van de soort werd voor het eerst geldig gepubliceerd in 1982 door Cutler.